# 秘密情報部トーチウッド
『秘密情報部トーチウッド』（ひみつじょうほうぶトーチウッド、Torchwood）は、2006年からBBCウェールズとBBCワールドワイド、スターズ・エンターテインメント制作で放送されているテレビドラマ。『ドクター・フー』のスピンオフ。

## 放送史
『バフィー 〜恋する十字架〜』や『エンジェル』といった、SFと犯罪の入り交じるアメリカのドラマのような作品を作りたいと考えたラッセル・T・デイヴィスにより、「エクスカリバー」の名で企画を始動した。ラッセルが『ドクター・フー』の新シリーズに関わることになったため企画は凍結されるが、撮影の際使用された『トーチウッド』（Doctor Whoのアナグラム）という言葉を気に入り、『ドクター・フー』のスピンオフ・ドラマとして企画を再起動した。メインの視聴者が子供である『ドクター・フー』と区別し、「流血沙汰で誤魔化すのではない、成熟した大人のためのドラマを」というコンセプトのもと製作されている。そのため性的描写や同性愛、グロテスクなシーンが多い。
2006年10月22日にBBC Threeにて第1シリーズを放送。第1話を約240万人が視聴し、英国アカデミー賞を受賞するなど高い評価を受け、第2シリーズはBBC Twoに移されることになる。その後第3シリーズ「チルドレン・オブ・アース」がBBC Oneで放送。2011年7月より第4シリーズが放送。
第1シリーズと第2シリーズは基本的に一話完結の13話構成であった。第3シリーズ「チルドレン・オブ・アース」は連続した5話、第4シリーズ「トーチウッド 人類不滅の日」は連続した10話で構成され、共に地球規模の異常現象を題材にしている。第3シリーズは視聴者数が第2シリーズから大幅に増え、これが第4シリーズの製作に繋がった。第4シリーズからはアメリカのスターズ・エンターテインメントとの共同制作ドラマとなり、キャストもほとんど一新された。
第4シリーズ『トーチウッド 人類不滅の日』の第3話「Dead of Night」では全編にわたり異性・同性同士の性描写が多く描かれており、BBC版ではこのうちジャック・ハークネスと男性バーテンダーのセックスをカットして放送し、スターズ版は性描写以外の本編を一部カットしたものを放送した。BBCは「同性愛だからではなく行き過ぎた表現だったからカットした。ストーリーに変化はない」と発表。しかしジョン・バロウマンは「あれは意味のあるセックスだった」とBBCとは異なる意見を述べた。
日本では、DVD(第1シリーズと第2シリーズ)リリースが先行し、その後スーパー!ドラマTVで放映され、2011年5月より第3シリーズが放映された。また、第4シリーズの『トーチウッド 人類不滅の日』（DVD版タイトル『トーチウッド:ミラクル・デイ』）がWOWOWにて2012年に放送された。

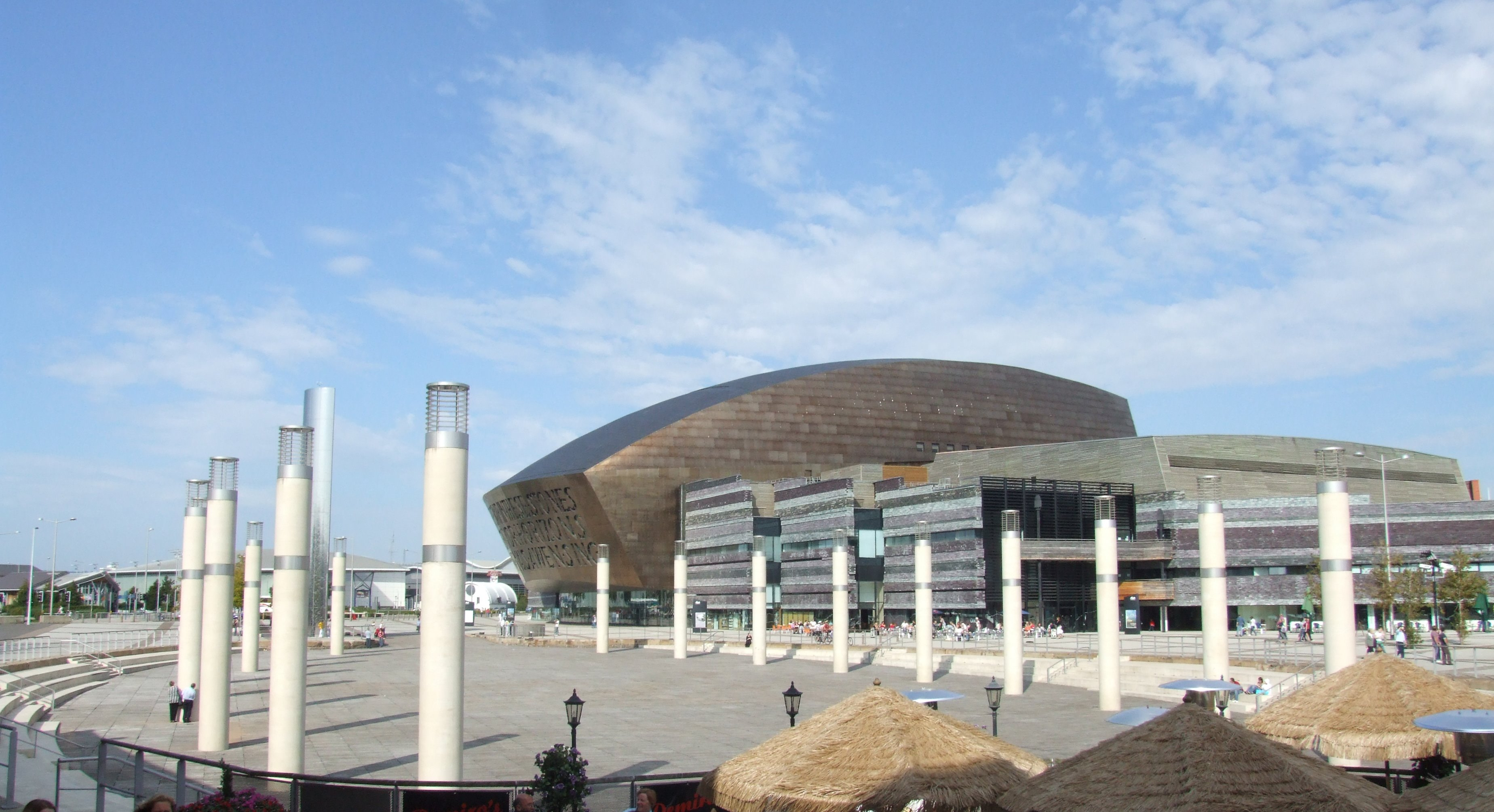
作品の舞台の一つであるロアルド・ダールプラス

## 登場人物

### トーチウッドの関係者

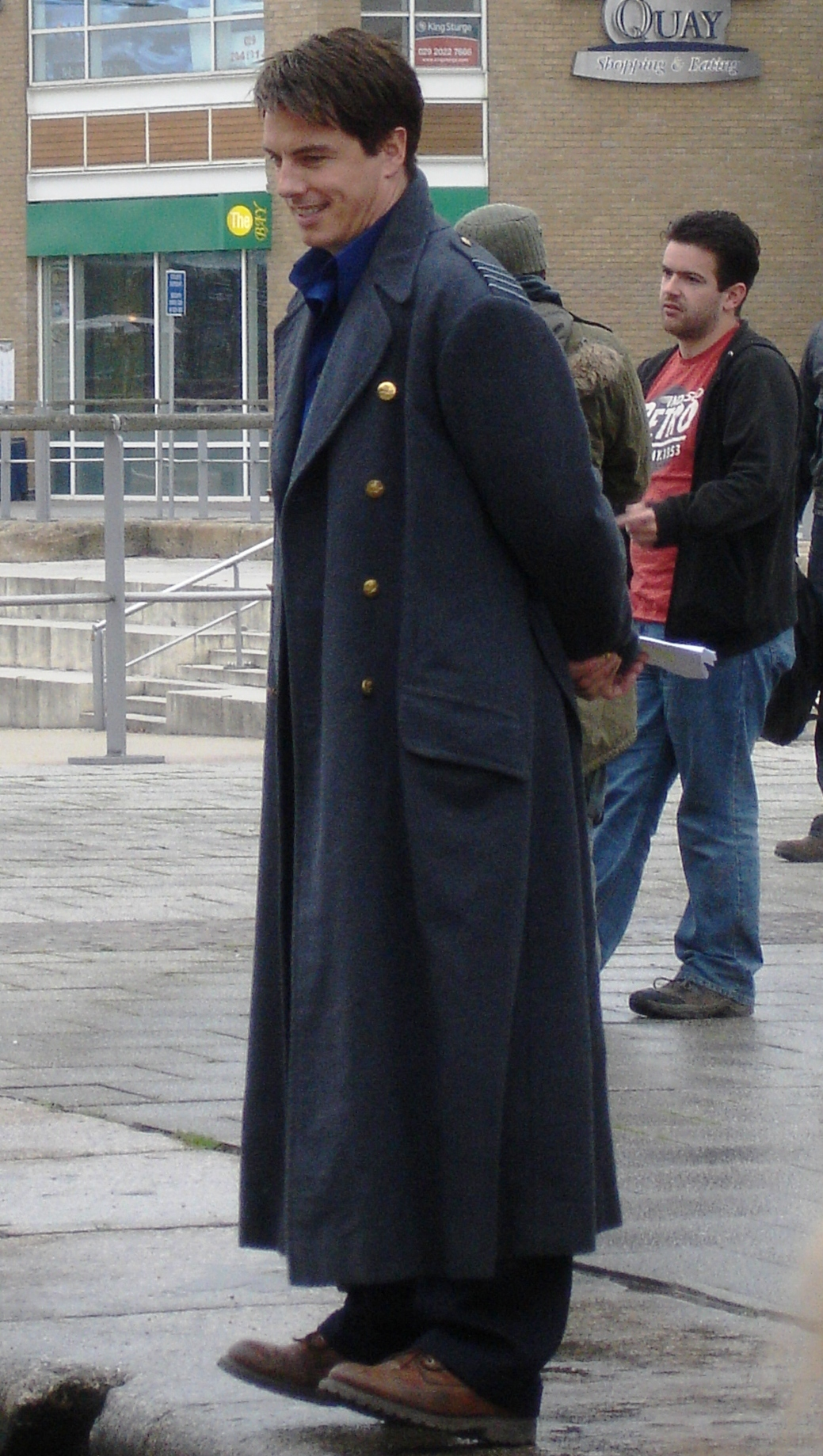
ジャック・ハークネス
ジョン・バロウマン（幼少期 - ジャック・モンゴメリー）/竹若拓磨/トーチウッド 人類不滅の日：加瀬康之
トーチウッド機関のリーダー。数多くの秘密を抱えており、その秘密はトーチウッドのメンバーも知らないことが多い。不死身の能力を持ち、殺されてもすぐに蘇生することを強みとしている。
グウェン・クーパー
イヴ・マイルズ/石塚理恵/トーチウッド 人類不滅の日：よのひかり
初登場時はカーディフ警察の巡査だった。殺人事件に介入したトーチウッドの持つ高度なテクノロジーを目撃、その正体を追いかける。一旦は記憶を消されるが、朧気に思い出したこととスージーの死亡により欠員が出たためスカウトされる。
学生時代からの恋人リースと同棲しており、彼にトーチウッドでの出来事を話すことができずに苦しむことが多い。エイリアンの心を理解しようとしたり他者に救いの手を進んで差し伸べる優しい性格だが、その一方でオーエンと体の関係を持ち自己満足のため無茶な行動をするなど道徳心の欠如もみられる。
シーズン2でリースと結婚。仕事を優先するためピルを服用していたが、シーズン3で妊娠が発覚する。
ドクター・フーのシーズン1第3話「にぎやかな死体」に登場したグイネスと何らかの血縁関係にあることがほのめかされている。
オーエン・ハーパー
バーン・ゴーマン/浪川大輔
医師。被害者やエイリアンを解剖し、調査を担当している。またメンバーの怪我を治療したり、エイリアンの機具を人間等の生命体に対し使う際に身体がどんな状態になっているかチェックし、死なせないよう医師の立場からチェックしている。
性格は非常に女好きで、趣味はナンパ。喧嘩っぱやい面がある。グウェンや他の女性との関係が原因で、メンバー同士の気まずい関係の原因になることがある。過去からやってきたダイアンというパイロットを真剣に愛するが、彼女との別れを経験し一旦失踪。復帰してからその性格は一層荒々しいものとなる。
研修医の頃婚約者が若年性アルツハイマーに罹り手術をするが、彼女の脳にはエイリアンが巣食っており手術室に突然現れたジャックにより秘密裏に処理される。その後「自分に対して反抗心をむき出しにするタイプが一人欲しい」とジャックにスカウトされる。当時は婚約者を愛する穏やかな性格だった。
銃で撃たれ死亡するが復活グローブの力で蘇り、アンデッドとして過ごす。シーズン2最終話、原子力発電所で放射性廃棄物の流入に巻き込まれ死亡（消滅）。
トシコ・サトウ
森尚子/北西純子
コンピュータと科学を担当している数学者。祖父の代からイギリスに住む日本人で、漢字表記では佐藤敏子となる。通称トシ。
トーチウッドの任務を人に打ち明けられず、友達や恋人がいないことを悩んでいる。以前付き合っていたオーエンに片想いしているが、当のオーエンには無視されている。
国防省の研究所に勤務していたが、母親を人質に取られスパイ行為を働く。UNITに捕まり戸籍等の全ての権利と存在を剥奪され一生監禁されることになるが、ミスのある設計図からソニック・モジュレーターを完成させる天才性に気付いたジャックによりスカウトされトーチウッドにやってくる。
シーズン2最終話、ジャックの弟グレイに銃で撃たれる。瀕死の状態で原子力発電所のメルトダウンを防ぎ、ジャックたちに見守られながら死亡。
なお森はドクター・フーのシーズン1第4話「UFO ロンドンに墜落」にドクター・サトウ役で出演しているが、後にトシコと同一人物であるという設定になる。
イアント・ジョーンズ
ギャレス・デヴィッド＝ロイド/阪口周平
受付兼お茶くみ係。また、後始末から現場の手配までサポートを担当している。シーズン1の最終話でジャックが失踪したため、人員不足を補うために実戦にも出るようになる。コーヒーを入れるのが得意。
以前はトーチウッド1に見習いエンジニアとして所属。カナリー・ワーフの戦いで身体の半分をサイバーマンに改造されてしまった恋人リサを救うため、ジャックに懇願しトーチウッド3に所属する。トーチウッド3に来るまでは普通の口調だったが、現在は誰にでも敬語を使い非常に丁寧な言葉づかいをする。
赤が好みの色でシャツも赤いものを着ていることが多い。マーサ・ジョーンズが訪れた際、ジャックがイアントの為にUNITの赤いベレー帽を無心している。
リサのことでジャックと激しく対立するが、後に恋人同士になる。当初は軽い関係だったが、徐々に深い仲になっていく。ジャックを強く愛する姿は多くのファンに愛され、シーズン3での殉職が発表された際には脚本家へのバッシングや復活を求める署名がオンライン上で行われた。
シーズン3第4話、猛毒のガスを吸って死亡。上記のあまりの人気により、イアントが死亡しないパラレルワールドの小説が出版された。
因みに本編中だとジャックとの関係の進行性が分かりづらく、互いの細かな精神的な描写を知る場合、小説やオーディオドラマによる補完が必要。これらを知っているか否かで2人の心理関係の印象が大きく変わる。
スージー・コステロ
インディラ・ヴァルマ
トーチウッドの元副リーダー。エイリアンの道具（復活グローブ）を使いたいがために人を3人殺害し、それをグウェンに突き止められ、またジャックにもバレてしまったため自殺した。彼女が死んだことにより欠員が出たため、グウェンが雇われることとなった。
後に彼女が関わった人物による連続殺人事件が発生し、復活グローブを用いられ蘇る。その際グウェンの生命エネルギーを吸い取り徐々に復活していく。

### 協力者・家族たち
リース・ウィリアムズ
カイ・オーウェン/魚建/トーチウッド 人類不滅の日：岩崎正寛
グウェンの彼氏。運送会社で働いている。
トーチウッドの人間が現役を退く際も記憶を消されるほどの秘密主義を貫く中、一般人でありながら記憶を消されることもなく時にはトーチウッドを助けることもある。
シーズン2の途中でグウェンと結婚。シーズン3では政府に狙われるトーチウッドメンバーの手助けのため一般人ながら活躍する。
アンディ・デイビッドソン
トム・プライス
グウェンの仕事の元パートナーで南ウェールズ警察の巡査。グウェンに対し恋愛感情を抱いている。
キャプテン・ジョン・ハート
ジェームズ・マースターズ/木下浩之
51世紀の人間で、ジャックのタイム・エージェント～詐欺師時代の同僚かつ恋人。酒・ドラッグ・セックス・殺人依存症でリハビリ施設にいた。
放射性のクラスター爆弾がカーディフ内に散らばったためと称しトーチウッドに回収の協力を求めたが、実際は元恋人から奪った宝石を手に入れるためトーチウッドをかき乱すのが目的だった。結局宝石は存在せず代わりに爆弾を自らに設置されてしまい、ジャックに助けてもらう。またシーズン2後半ではジャックの弟グレイに利用されてしまう。
ジャックを愛し、構ってもらうために殺人を含む犯罪を厭わない性格。
キャプテン・ジャック・ハークネス
マット・リッピー
イギリス空軍大佐で荒鷲戦隊の第133戦闘飛行中隊隊長のアメリカ人。1941年のカーディフに駐留しており、そこにダンスホールでタイムスリップしたトーチウッドのジャックとトシコに出会う。トーチウッドのジャックが名前を借りた、本物のキャプテン・ジャック・ハークネスである。
軍人だが非常に憐れみ深い人物で、当時敵国民である日本人のトシコが疑われないように「暗号解読のため政府で働いている」というトーチウッドのジャックの設定に協力し、同じく軍人だと名乗ったトーチウッドのジャックと、一緒に戦地に行く際には互いを看とろうと約束をしている。
愛のためカーディフまで追いかけてきた女性をジャックが無下に追いやる姿を見たトーチウッドのジャックが、遠まわしに自分の死が近いことを伝えてくれたことから自分に正直になることを決意。出撃の前日に行われたダンスパーティでパートナーにトーチウッドのジャックを選び、大勢の目の前でキスをしてカミングアウトした。
翌日ジャックはドイツ軍に撃墜され死亡。その後詐欺師だったトーチウッドのジャックが彼の名前を借り、ドクターとローズに出会うことになる。
マーサ・ジョーンズ
フリーマ・アジマン/木下紗華

UNIT所属のメディカル・オフィサー。不可解な突然死の調査のためトーチウッドに派遣される。ほぼ同時にオーエンが死亡、復活までのあいだ医師が欠けたため、医師免許を持つ彼女が一時的にメンバーとなる。シーズン3ではハネムーン中であることが分かる。
10代目ドクターの元コンパニオンで、ジャックとも面識がある。
少女
スカイ・ベネット
タロットで予言めいた占いをする謎の少女。現代でジャックに復活グローブの在り処を教える少女として登場するが、19世紀に流れ着いたジャックに「ドクターと次に出会えるのは21世紀になってから」との予言をする際にも全く同じ容姿で現れる。
その正体は不明のまま。
ビリス・モンジェ
マレイ・メルヴィン
1941年ではダンスホールの支配人、現代では古くなり使われなくなった同じダンスホールの管理人をしている謎の多い老紳士。1941年と現代を自由に行き来し、トーチウッドのメンバーを翻弄する。
メンバーがそれぞれ愛する人の幻影を見せて時空の裂け目を開かせるよう暗躍。ジャックの制止も叶わず時空の裂け目が開かれた瞬間、裂け目の奥深くに封印されていたアバドンが解放されてしまう。ビリスはアバドンを解放させるために動いていたのだった。
その正体は、世界には光と闇の均衡があり、アバドンとビリスは光の側、闇の側はpwccmという存在が司っている。このバランスは両者が存在する事により保たれ、世界は安定している。アバドンは1度19世紀にpwccmに敗れ地下で眠りについていたため、このままでは世界は闇の側に傾き世界のバランスが崩れるため、奔走していた。(詳細はthe twilight street)
グレイ
ラクラン・ニーボア（幼少期 - イーサン・ブルック）
ジャックの弟。幼い頃ジャックの家族が住んでいたところにエイリアンが侵略、逃走する際ジャックはグレイの手を離してしまいそのまま離れ離れになってしまった。
シーズン2第13話「終局」でジャックの前に現れるが、エイリアンに捕らえられてからずっと他者の惨たらしい死に様を目にする生活を延々と続けていたため精神を病んでいた。
クレメント・マクドナルド
ポール・コプレー
1965年の456来訪時に差し出された12人の子供たちの一人。直前で逃げ出したが456との精神的リンクが切れないまま以降40年以上生きてきた。
456の能力を一部使えるため透視能力を持っており、グウェンの妊娠に本人よりも先に気付き、イアントが「クィア」であると言い当てている。
456からのメッセージを子供以外で唯一発するため、ジョンソン率いる政府の武装集団により捕まりかけたが前述の透視能力で生活していた施設から脱出。グウェンと出会いトーチウッドに匿われる。
自身を含めた12人を456に差し出そうとした軍服の男、ジャックと再会し錯乱状態に陥る。また同時にグウェンたちもジャックの過去を知りショックを受ける。
456の悲鳴に共振し脳に深刻なダメージを受けて死亡。クレメントの死は最後に意外な形で役立つこととなる。
リアノン・デイヴィス
ケイティ・ウィックス
イアントの姉であり唯一の家族。夫と二人の子供たちと暮らしている。イアントがただの公務員であると思っていたが、456によりおかしな行動をする子供たちの対応に奔走するイアントに対し、徐々に不信感を覚えていく。
ジャックとイアントがディナーを楽しんでいる姿を目撃した知人の話を聞き、弟がゲイなのかどうかを気にしている。
アリス・カーター
ルーシー・コフー
ジャックと1960年から1975年までトーチウッドに所属していたイタリア系女性ルチア・モレッティとのあいだに生まれた娘。ジャックの不死性は受け継いでいない。
メリッサ・モレッティとして生まれたが1977年2月14日より公的文書からその名前は消失している。2006年にルチアが死去した際にジャックと再会、その時にジャックが不老不死であることに気付く。だが彼の仕事を好まず、また父親と一生を共にできないことを会うたびに自覚してしまうためジャックと会う回数は非常に少ない。
危機察知能力やとっさに包丁を携帯して武装集団に立ち向かうなど、父親譲りの性格も見せる。
456の来訪後ジャックとの関係は完全に崩壊。ジャックが地球を離れる理由の一因となる。
スティーヴン・カーター
ベア・マッカウスランド
アリスの息子。父親のジョーとアリスは既に離婚している。アリス同様不死性は受け継いでいない。ジャックが祖父とは知らず、叔父だと思って接している。
456に攻撃を与える波長を送信するため共鳴の中央になり、クレメントと同様に脳に深刻なダメージを受けて死亡。これをきっかけにアリスとジャックの関係は崩壊する。

### 政府
ジョン・フロビシャー
ピーター・カパルディ
内務省の主席秘書官兼456対策専任国家公務員。政府に属さないトーチウッドが繋がりを持つ数少ない協力者。
456再来の前兆を首相に告げられ、個人秘書のブリジットに白紙委任状を伝達。456の来訪が二度目であることを国民から隠すため一度目の関係者4人の殺害を暗に命じた。その中にはジャックも含まれており、ハブごとジャックは爆弾で殺害され、トーチウッドのメンバーは政府から追われることとなった。
出来るだけ犠牲となる子供を減らそうと尽力するも456との交渉は決裂。更に首相から自らが捨て駒として扱われていたことを告げられ、絶望の中妻と二人の娘を射殺し自殺した。
ブリジット・スピアーズ
スーザン・ブラウン
フロビシャーの個人秘書。彼が一介の公務員だった頃から約30年間傍で支えている。
ジャックを含む4人の殺害を直接命令するなど、フロビシャーの指示には全て従い続けている。それはフロビシャーが今まで真面目に公務員として身を削りながら仕事をし、名声を得ることはなく地味だが、確かな仕事で今の立場まで上り詰めたことを理解しているからであり、456への対応の失敗ではなく一人の人間として彼の存在を覚えていてほしいと牢獄に繋がれたロイスに語りかけるほど、フロビシャーのことを男性としてではなく人間として愛していたからであった。
またロイスと面会した際にコンタクトレンズの使用法を訊き、グリーン首相の失言を録画することになる。
ロイス・ハビバ
クシュ・ジャンボ
フロビシャーのオフィスに勤める新人秘書。ハブが爆破され、裏切られたとは知らずフロビシャーに助けを求めたグウェンの電話を受けるが、出勤初日だったためトーチウッドのことを何も知らず困惑する。ふとしたきっかけでブリジットから機密閲覧可能なパスワードを入手、トーチウッドの資料を発見するが同時にブリジットの出したジャック殺害命令も見てしまう。
フロビシャーを味方だと思っている口振りのグウェンが気にかかり、また暗殺命令を出す政府に不信感を抱き、以降恐る恐るではあるがグウェンたちに力を貸していく。トーチウッドのコンタクトレンズを使って首相やアメリカ軍司令官たちによる456への対応を盗聴しトーチウッドに情報提供するが、それがバレてジョンソンが管理する牢獄に収容されてしまう。
ジョンソン
リズ・メイ・ブライズ
政府直属の殺し屋集団のリーダーで、456の再来前にジャックを殺害することをフロビシャーから命令されている。
冷徹で効率重視の殺し屋。ジャックが撃たれただけでは死なないことを確認すると、すぐさまレーザーカッターで腹を切り裂き腹部に爆弾を仕込むなど、対象を確実に殺すためならどんな方法でも取る。
トーチウッドのハブの爆破からイアントとグウェンが生き延びたことを知りグウェンを追跡。自宅まで迫るが僅差で逃げられてしまう。その後バラバラになったジャックの肉体を回収、その一部から再生し始めたジャックを見てコンクリートを流し込むことで部屋ごと固めてしまう。
当初は冷酷な女性というイメージだったが、政府の対応に徐々に疑問を抱き始め最終的にはジャックの側に付く。
デッカー
イアン・ゲルダー
MI5に勤めるエンジニア。456が最初に訪れたときからその波長を研究している。皮肉っぽい性格で、自分が生き残れるのなら他者の犠牲を全く厭わない。
ブライアン・グリーン
ニコラス・ファレル
ハロルド・サクソンの次代に就任したイギリス首相。456のことは代々の首相に受け継がれていたが、内心信じてはいなかった。
456の前兆が世界的に出現し、アメリカがイギリス主導の作戦を快く思わないことを知り、この来訪が二度目であることを必死に隠そうとし始める。また子供たちを456に与えた事実が暴露された際に備え、「政府もまた騙されていただけだった」という口実を作るためだけにフロビシャーの子供たちを456に差し出すことを指示。
解決後、全ては自らの政治生命を守るための行動だったことをうっかり口にし、それをトーチウッドのコンタクトレンズで録画していたブリジットにより退陣に追い込まれる。
デニス・レイリー
デボラ・フィンドリー
内務省長官。456に差し出す子供たちの選出を、学力が低く治安の悪い地域にある「国のためにならない」学校の子供たちを優先して選べばいいと提案した。
この提案は採択されたが、娘を持つ母親として当初は子供たちの提供自体を拒否しようと提案している。解決後、グリーン首相の失言に対し「数日のうちにあなたの役割を私が引き継ぐことになりそうね」と答えている。

## エイリアン
翼竜
トーチウッドで飼われているペット。身体は非常に大きく身体能力も高い。チョコレートが好き。
イアントが発見し、ジャックに協力を求め捕獲した。これがきっかけでイアントはトーチウッド3で働くこととなった。
ウィーヴィル
本当の種族名は不明だが、トーチウッドでは種族名を「ウィーヴィル」と名づけている。
二足歩行の人型のエイリアンだが、顔はエイリアンそのもの。非常に凶暴な肉食で人間を噛み千切って食べる。基本的には群れで生息しているが、たまにはぐれて人間を襲うため非常に危険である。
カーディフの町の下水道には200体以上住んでいるとされているが、実際には復活グローブ（左手）がある教会にもまるでグローブを守るかのように住んでいる。
また復活グローブによって別世界から呼び出されたデュロク（渇きをもたらす死神）を崇拝しており、デュロクの前ではおとなしい。
トーチウッドにはウィーヴィル対策用のスプレーもあり、それを使って捕獲しているようである。
フグ （blowfish）
フグ顔を持つ二足歩行のエイリアン。知能は高く、英語を喋り、車の運転もできる。強盗、スリ、食い逃げなどの癖を持っている。
456
1965年にイギリスに現れ、12人の子供を渡さなければ地球上全ての生命体に影響を与えるウィルスをばら撒くとイギリス政府に交渉を持ちかけたエイリアン。名前の「456」は政府が付けたもので、456が人間とのコミュニケーションに使用する波長が456であったことに由来している。
外見ははっきりとしていないが、人形ではなく、3つの頭を持ち、時折苦しげに緑色の液を吐き出している。また地球の空気が体に合わず、非常に毒素の高い空気を要求している。どこの星からやってきたのか不明。波長を用いてコミュニケーションを取る。共振できるのは子供か専用のスピーカーである。
2009年に世界中の子供達の口を通して「我らは再び来る」と宣言、自らが収まるための猛毒で満ちた箱を作らせてテムズハウスの最上階に実体で現れた。今回は世界の子供人口の10%を要求、受け入れられなければ人類を滅ぼすと持ちかけた。
イギリス政府を主導とした世界の首脳は子供たちの差し出しに合意。必要数を集めたが直前でジャックが自分の孫を犠牲にして456が嫌う波長を世界中の子供達の口を介して発生させて攻撃、456は地球から消滅する。
なお地球人類の子供を欲しがる理由は「良いドラッグになる」からである。

## 登場するアイテム
ヘッドセット
一般的なBluetoothヘッドセット。通話目的に使われる。JabraのBT250vを使用。ジャックだけは途中からオリジナルの製品に交換している。
トーチウッドの車
通信機器など、様々なアイテムを搭載している黒のレンジローバー。ナンバープレートは「CF06FDU」となっており、警察には登録されていない。
ラップトップ
トシコが使用している、通信機能付きの普通のラップトップ（ノートパソコン）。
最低限のデータは入れているが、小型サイズなのであまりデータは入らないため、基本的にはトーチウッドのサーバーと通信し、操作している。
リフトと視覚フィルター
トーチウッドの基地に入るためのゲスト用エレベーター。町の中心に位置するが、視覚フィルターがあるため誰もその存在に気付かない。
ドクターのタイムマシン「ターディス」がエネルギー充電のため立ち寄った際、ターディスに搭載されているカメレオン回路の影響で視覚フィルターができてしまった。
ドクターの手
ドクター・フーの2005年クリスマススペシャル「クリスマスの侵略者」で、ドクターが敵と戦っている際に斬られてしまった右手。ドクターと再会するきっかけになると思っており、ジャックはこれを非常に大切に扱い、他の何よりも失うことを恐れている。
ドクターが再び地球にやってきた時には、ドクターの手に反応があった。その後この手はもう一人のドクターとして再生することとなる。
レコン
記憶を消す薬。飲むと、強烈な眠気が襲ってきて、眠ると記憶が消える。
但し、完全に消えるわけではなく、記憶の断片が残ることもある。
復活グローブ（右手）
死者を数分間蘇生させることができる。才能がない人には全く使えず、使いこなすのにコツがいる。
死んだばかりで外傷が酷いほど呼び戻せる可能性が高いと言われている。また慣れれば、慣れるほど蘇生させられる時間が長くなる。
使いこなすと、死者をも復活させることができるが、自分の生命エネルギーと、死者がリンクしてしまうため、死者を生き返らせようとすると、自分が瀕死になる。
復活グローブ（左手）
ウィーヴィルが守るかのように教会に隠されていた、もう片方のグローブ。オーエンの復活に使用される。
使用方法や効果は右手と変わらないが、右手の復活グローブにより復活し、グウェンの生命エネルギーを吸い取ったスージーがグローブの破壊とともに再び死んだのとは異なり、グローブを破壊した後もオーエンは復活したままであった。
三叉のナイフ（正式名称不明）
復活グローブとペアで利用する。スージーが人を殺す際、このナイフが用いられた。
また、死者に対しても効果があり、死後大分たったスージーを復活させる際には、これが用いられた。
サイズは刃渡り20cm、幅は7.5cm。
フェロモン香水（正式名称不明）
オーエンがナンパ目的のために勝手に持ち出していた香水。
これをつけると相手は発情してしまうが、男性、女性問わず効果を及ぼす（同性同士でも効果がある）。
アイ・ファイブ
マーサが研究所に潜入する際に使用したコンタクトレンズ。
着用した人間の視界をトーチウッドのパソコンに表示することができる。パソコンから文字を送り指示を出すことも可能。音声を得ることはできないが、対象の口が視界内に映っていれば音声化することもできる。映像の録画も可能。ボディチェックなどで発見されない素材でできている。
但し、音声解析化技術は、あくまでトーチウッドのソフトウェアによるものであり、アイ・ファイブの直接的な機能ではない。

## スタッフ
- 企画：ラッセル・T・デイヴィス
- 音楽：ベン・フォスター、マーレイ・ゴールド
- 製作総指揮：ラッセル・T・デイヴィス、ジュリー・ガードナー
- 制作：BBCウェールズ
- 配給：BBCワールドワイド

## エピソードリスト

### シーズン1
| 番組通算 | 原題 『邦題』                                              | コード | 脚本家                                | 監督                   | 英国初放送日   |
| -------- | ---------------------------------------------------------- | ------ | ------------------------------------- | ---------------------- | -------------- |
| 01       | "Everything Changes" 『すべては変わる』                    | 1.1    | ラッセル・T・デイヴィス               | ブライアン・ケリー     | 2006年10月22日 |
| 02       | "Day One" 『新メンバー』                                   | 1.2    | クリス・チブナル                      | ブライアン・ケリー     | 2006年10月22日 |
| 03       | "Ghost Machine" 『亡霊たちの街』                           | 1.3    | ヘレン・レイナー                      | コリン・ティーグ       | 2006年10月29日 |
| 04       | "Cyberwoman" 『戦いの傷跡』                                | 1.4    | クリス・チブナル                      | ジェームズ・ストロング | 2006年11月5日  |
| 05       | "Small Worlds" 『妖精の森』                                | 1.5    | ピーター・ハモンド                    | アリス・トラフトン     | 2006年11月12日 |
| 06       | "Countrycide" 『恐ろしき村』                               | 1.6    | クリス・チブナル                      | アンディ・ゴダード     | 2006年11月19日 |
| 07       | "Greeks Bearing Gifts" 『ピロクテテスからの贈り物』        | 1.7    | トビー・ウィトハウス                  | コリン・ティーグ       | 2006年11月26日 |
| 08       | "They Keep Killing Suzie" 『スージーの思惑』               | 1.8    | ポール・トーマリン & ダン・マカロック | ジェームズ・ストロング | 2006年12月3日  |
| 09       | "Random Shoes" 『エイリアンの目玉』                        | 1.9    | ジャクエッタ・メイ                    | ジェイムズ・アースキン | 2006年12月10日 |
| 10       | "Out of Time" 『過去からの訪問者』                         | 1.10   | キャサリン・トレゲンナ                | アリス・トラフトン     | 2006年12月17日 |
| 11       | "Combat" 『闘志』                                          | 1.11   | ノエル・クラーク                      | アンディ・ゴダード     | 2006年12月24日 |
| 12       | "Captain Jack Harkness" 『キャプテン･ジャック･ハークネス』 | 1.12   | キャサリン・トレゲンナ                | アシュレイ・ウェイ     | 2007年1月1日   |
| 13       | "End of Days" 『世界の終わり』                             | 1.13   | クリス・チブナル                      | アシュレイ・ウェイ     | 2007年1月1日   |

### シーズン2
『トーチウッド』シーズン1終了後、ジャック・ハークネスは『ドクターフー』シーズン3へ合流し、その後『トーチウッド』シーズン2の冒頭ストーリーへと繋がる。
| 番組通算 | 原題 『邦題』                                  | コード | 脚本家                 | 監督                             | 英国初放送日  |
| -------- | ---------------------------------------------- | ------ | ---------------------- | -------------------------------- | ------------- |
| 14       | "Kiss Kiss, Bang Bang" 『キス･キス･バン･バン』 | 2.1    | クリス・チブナル       | アシュレイ・ウェイ               | 2008年1月16日 |
| 15       | "Sleeper" 『スリーパー』                       | 2.2    | ジェームズ・モラン     | コリン・ティーグ                 | 2008年1月23日 |
| 16       | "To the Last Man" 『勇敢なる者たちへ』         | 2.3    | ヘレン・レイナー       | アンディ・ゴダード               | 2008年1月30日 |
| 17       | "Meat" 『リースの勇気』                        | 2.4    | キャサリン・トレゲンナ | コリン・ティーグ                 | 2008年2月6日  |
| 18       | "Adam" 『アダム』                              | 2.5    | キャサリン・トレゲンナ | アンディ・ゴダード               | 2008年2月13日 |
| 19       | "Reset" 『リセット』                           | 2.6    | J. C. ウィルシャー     | アシュレイ・ウェイ               | 2008年2月13日 |
| 20       | "Dead Man Walking" 『闇からの使者』            | 2.7    | マット・ジョーンズ     | アンディ・ゴダード               | 2008年2月20日 |
| 21       | "A Day in the Death" 『暗闇の光』              | 2.8    | リッドスター           | アンディ・ゴダード               | 2008年2月27日 |
| 22       | "Something Borrowed" 『花嫁の卵』              | 2.9    | フィル・フォード       | アシュレイ・ウェイ               | 2008年3月5日  |
| 23       | "From Out of the Rain" 『夜の旅人』            | 2.10   | ピーター・ハモンド     | ジョナサン・フォックス・バセット | 2008年3月12日 |
| 24       | "Adrift" 『消えた少年』                        | 2.11   | クリス・チブナル       | マーク・エヴリスト               | 2008年3月19日 |
| 25       | "Fragments" 『序章』                           | 2.12   | クリス・チブナル       | ジョナサン・フォックス・バセット | 2008年3月21日 |
| 26       | "Exit Wounds" 『終局』                         | 2.13   | クリス・チブナル       | アシュレイ・ウェイ               | 2008年4月4日  |

### シーズン3
| 番組通算 | 原題 『邦題』                                | コード | 脚本家                                       | 監督           | 英国初放送日  |
| -------- | -------------------------------------------- | ------ | -------------------------------------------- | -------------- | ------------- |
| 27       | "Day One" 『チルドレン･オブ･アース DAY 1』   | 3.1    | ラッセル・T・デイヴィス                      | ユーロス・リン | 2009年7月6日  |
| 28       | "Day Two" 『チルドレン･オブ･アース DAY 2』   | 3.2    | ジョン・フェイ                               | ユーロス・リン | 2009年7月7日  |
| 29       | "Day Three" 『チルドレン･オブ･アース DAY 3』 | 3.3    | ラッセル・T・デイヴィス & ジェームス・モラン | ユーロス・リン | 2009年7月8日  |
| 30       | "Day Four" 『チルドレン･オブ･アース DAY 4』  | 3.4    | ジョン・フェイ                               | ユーロス・リン | 2009年7月9日  |
| 31       | "Day Five" 『チルドレン･オブ･アース DAY 5』  | 3.5    | ラッセル・T・デイヴィス                      | ユーロス・リン | 2009年7月10日 |

### シーズン4
シーズン4は、BBCと米国Starz Entertainmentとの共同制作となる。
| 番組通算 | 原題 『邦題』                           | コード | 脚本家                     | 監督                           | 英国初放送日  |
| -------- | --------------------------------------- | ------ | -------------------------- | ------------------------------ | ------------- |
| 32       | "The New World" 『奇跡の始まり』        | 101    | ラッセル・T・デイヴィス    | Bharat Nalluri                 | 2011年7月8日  |
| 33       | "Rendition" 『CIAの陰謀』               | 102    | Doris Egan                 | Billy Gierhart                 | 2011年7月15日 |
| 34       | "Dead of Night" 『潜入』                | 103    | Jane Espenson              | Billy Gierhart                 | 2011年7月22日 |
| 35       | "Escape to L.A." 『隔離』               | 104    | Jim Gray & John Shiban     | Billy Gierhart                 | 2011年7月29日 |
| 36       | "The Categories of Life" 『命の仕分け』 | 105    | Jane Espenson              | ガイ・ファーランド             | 2011年8月5日  |
| 37       | "The Middle Men" 『祝福』               | 106    | John Shiban                | ガイ・ファーランド             | 2011年8月12日 |
| 38       | "Immortal Sins" 『因縁』                | 107    | Jane Espenson              | グウィネス・ホーダー＝ペイトン | 2011年8月19日 |
| 39       | "End of the Road" 『死の訪れ』          | 108    | Jane Espenson & Ryan Scott | グウィネス・ホーダー＝ペイトン | 2011年8月26日 |
| 40       | "The Gathering" 『運命の地へ』          | 109    | John Fay                   | ガイ・ファーランド             | 2011年9月2日  |
| 41       | "The Blood Line" 『奇跡の終わり』       | 110    | ラッセル・T・デイヴィス    | Billy Gierhart                 | 2011年9月9日  |